# Sket Dance
Sket Dance : Le club des anges gardiens (スケット・ダンス, Suketto dansu) est un manga humoristique de Kenta Shinohara. Il est prépublié dans le magazine Weekly Shōnen Jump de l'éditeur Shūeisha entre le 14 juillet 2007 et le 8 juillet 2013, et est compilé en un total de trente-deux volumes. La version française est éditée par Kazé depuis janvier 2013.
Une adaptation en anime de 77 épisodes, adaptant les 22 premiers tomes, est diffusée sur TV Tokyo entre le 7 avril 2011 et le 27 septembre 2012.

## Synopsis
À l’académie Kaimei, un club composé de 3 élèves, le SKET (Support, Kindness, Encouragement, Troubleshoot) ou "club des protecteurs de la vie scolaire", s’est fixé comme but de venir en aide à quiconque lui demande. Quelles que soient leurs capacités, ils auront du mal avec les drôles d’énergumènes qui viennent les voir ! Et c’est sans compter le conseil des étudiants qui voit d’un mauvais œil les activités, subversives à leurs yeux, de ce club.
Chaque chapitre se concentre donc sur une mission avec des habitués qui reviennent de temps à autre.

## Personnages
Sket Dance est un manga qui fait principalement intervenir des lycéens, et donc sont pour la plupart des adolescents. On peut tout de même voir des professeurs et quelques autres personnages extérieurs à l'école, chacun d'entre eux possède un trait de caractère et d'humour qui lui est propre, ce qui peut les rendre attachants. Les personnages secondaires ne sont pas trop délaissés et reviennent régulièrement dans le manga.

### Personnages principaux
Yusuke Fujisaki (藤崎裕助) aka Bossun (ボッスン)
Le super-héros, le chef du Sket. Il porte une sorte de bonnet rouge avec des petites oreilles en pointes. Il a l'air d'être le plus idiot des trois mais quand il enfile ses lunettes, il est doté d'une capacité de concentration exceptionnelle qui lui permet de résoudre les énigmes. Son arme est un lanceur de pachinko avec lequel il est un véritable tireur d'élite, capacité augmentée par son pouvoir de concentration. Il possède également des dons exceptionnels pour le dessin et l'imitation. Il est casse-cou et a le cœur sur la main. Il vit avec sa petite sœur et sa mère, il semblerait qu'il soit arrivé quelque chose de tragique dans leur passé.
Il découvre que ses parents sont morts, et que sa mère n'est que sa mère adoptive, en plus de ça, il a un frère jumeau qui n'est autre que Sasuke Kirishima / Tsubaki.
Hime Onizuka (鬼塚一愛) aka Himeko (ヒメコ) aka Onihime (鬼姫)
La fille. Cette ancienne Yankee (loubard) a bien changé. Elle portait le surnom de « Princesse démon » et était crainte dans toute la ville avec sa force surhumaine. Elle aime les sucettes au goût bizarre et elle en a toujours une dans la bouche. Son arme fétiche est originale elle aussi : une crosse de hockey répondant au doux nom de Cyclone. Aujourd'hui, elle en a fini avec son passé de Yankee et aide maintenant Bossun et Switch dans le Sket. Sa rencontre avec Bossun est décrite dans les épisodes 36 et 37. Malgré sa violence, elle est aussi une fille timide qui rougit à la moindre occasion.
Usui Kazuyoshi (笛吹和義) aka Switch (スイッチ)
Le geek. Ce véritable otaku est bien le plus bizarre des trois. Il se balade toujours avec un ordinateur portable sur lui. Cela lui permet de regarder des animes et de surfer sur Internet à longueur de journée. C'est aussi son moyen d'expression : il ne parle jamais et ne communique que grâce au synthétiseur vocal de son ordinateur. Il sert d'informateur au club, ses connaissances n'égalent que sa capacité d'anticipation : il a des indics jusque dans le corps professoral. Il est assez cool quand il enlève ses lunettes et par moments arrogant. Son visage reste toujours inexpressif ce qui fait qu'il est assez difficile de cerner ce qu'il pense.
Dans les épisodes 24 et 25, on parle de son passé tragique. Il semble qu'il est atteint (ce dont Bossun et Himeko pensent) du Syndrome d'Asperger.

### Conseil des étudiants
Sasuke Kirishima () aka Tsubaki (椿佐介)
Il fait partie du Conseil des étudiants, dont il était le vice-président, puis actuellement le président. Il est expert en arts martiaux. Il a une jalousie envers le Sket, qui est un club qui vient en aide aux autres élèves du lycée.
Dans les épisodes 46 et 47, à la suite des révélations faites à Yûsuke dans la lettre de son père, ce dernier décide de vivre pour lui et non pour les autres. C'est alors qu'il voit Sasuke se faire agresser par une bande de délinquants. Autrefois, il semblerait que Tsubaki, bien que faisant du karaté, se dégonflait dès que les choses tournaient mal. Laissant tomber ses dernières pensés au profit de celle de son père, Yûsuke vole au secours de Sasuke et se prend une raclée. Voulant le remercier plus tard, Tsubaki tente de faire les présentations, chose que Fujisaki refuse poliment.
La raison pour laquelle Tsubaki ne reconnaît pas Yûsuke c'est que, à l'époque, il portait des lunettes qui sont tombées dans la bagarres. Il n'a donc pas vu clairement le visage de Yûsuke.
Il semble que c'est depuis ce jour qu'il s'est promis de rester fort et pour Yûsuke, c'est le jour où, lui, s'est fait la promesse de venir en aide aux autres.
Agata Sôjirô (アガタ宗次郎)
Il est le Président du Conseil des étudiants. Il est décontracté et paresseux, il a un rire assez étrange (ka ka ka) mais peut se montrer très intelligent. Il possède un QI qui tourne aux alentours des 160 et parvient à tromper Bossun lors du tournoi. C'est le frère aîné de Saaya Agata, après l'arc du voyage scolaire, il soupçonne une relation amoureuse entre sa sœur et Tsubaki.
Au chapitre 148, il quitte le conseil des étudiants avec Shinba Michiru en laissant la place de président pour la fin de l'année.
Shinba Michiru (みちる榛葉)
Membre du conseil des étudiants, il occupe le poste de directeur des affaires générales, par son physique agréable, il est très populaire après des filles, il se pense doué en histoire d'amour, il est également très doué en cuisine cependant il ne supporte par l'alcool, il peut devenir saoul rien qu'en respirant les vapeur d'alcool, cela change complètement sa personnalité.
Tout comme Agata Sôjirô, il quittera le conseil des étudiants et sera remplacé par katō kiri.
Unyû Mimori (運輸未森)
Elle est la trésorière du conseil des étudiants, elle sourit en permanence. Enjouée, elle a tendance à faire bouger sa poitrine dans tous les sens, quand elle parle de façon véhémente.
Elle est issue d'une famille à la tête d'une grosse entreprise. Immensément riche (cinq quintillions de yens), elle peut donc utiliser son argent comme elle le souhaite, sachant qu'elle n'en manquera jamais. D'ailleurs elle veut souvent résoudre les problèmes avec son argent. Plus tard, on découvrira sa demeure qui est immense : un grand bâtiment (qui est d’ailleurs surveillé par des caméras et des hélicoptères) aussi grand que le Tokyo Dome (selon Tsubaki), l’entrée est au moins aussi seulement sa réelle maison est au sous-sol, il faut emprunter un ascenseur aussi grand qu'un salon, ce dernier mène à une ville faite pour loger les 700 serviteurs de la famille Unyû, il y a un centre commercial, un commissariat, des parkings avec voitures, une ferme et même un ciel, la maison de Mimori et en fait un château assez grand mais, selon elle, ils l'on fait "relativement petit" car ça ne serait pas pratique, son père Unyû Pintarô est un grand collectionneur (on sait qu'il collectionne des voitures miniatures de toute tailles, des clubs de golf et des bouteilles de vin)
À la suite du départ de d'Agata Sôjirô et de Shinba Michiru et prendra le poste de vice-président de Tsubaki qui lui deviendra président du conseil des étudiants, le poste de trésorière sera repris par Usami Hani.
Asahina Kikuno (朝比奈菊野) aka Daisy (デイジー)
Elle fait partie du conseil des étudiants, elle occupe la place de secrétaire, c'est une fille plutôt sérieuse, on ne la voit jamais rire et elle ne sourit que très rarement, elle s’exprime parfois avec des lettres puis elle en donne la signification (elle utilise souvent le terme D.O.S) elle a la fâcheuse tendance d'enfoncer son index et son majeur sur les personnes gênantes (en particulier les garçons). Elle est méprisable avec Tsubaki car elle l'appelle parfois « insecte », parfois on la voit avec une peluche qu'elle appelle moïmoï à laquelle elle tient énormément. À la suite du départ de Shinba et d'Agata, elle occupera toujours son poste de secrétaire.
Usami Hani (宇佐美羽仁)
Elle sera la remplaçante de Mimori au poste de trésorière (qui elle sera nommée vice-présidente du conseil). Elle déteste les garçons, car elle a vécu dans une famille de filles (hormis son père) et une scolarité avec également des filles, par conséquent lors des réunions du conseil, elle ne parle jamais à Tsubaki et passe toujours par Mimori ou Daisy (qui elle la trouve mignonne). Par contre, quand un garçon la touche, elle a une tout autre attitude. Sous cette personnalité, elle se nome Bunny, elle devient plus sexy et sa poitrine devient plus généreuse, et elle est attirée par tous les garçons qu'elle voit mais en contrepartie elle déteste les filles, quand une fille la touche elle redevient comme avant.
Katō Kiri (加藤キリ)
Nouveau membre du conseil des étudiants, prendra la place de Shinba en tant que directeur des affaires générales, c'est le descendant d'un ninja et en a même les capacités (comme l'agilité et se permuter avec un morceau de bois), il est d'un naturel très solitaire quand il s'agit d'une requête, cependant à la suite d'une affaire avec un ancien professeur tyrannique de son collège Tsubaki réussit à le faire changer, depuis il lui est très fidèle, jusqu’à même en devenir son escorte.

### Autres personnages
Yabasawa (矢場沢)
Première cliente du Sket, Yabasawa est une fille myope et rondouillarde. Sa phrase fétiche est « ça craint » et, de fait, elle est souvent porteuses de mauvaises nouvelles. Malgré son physique peu avantageux, elle est membre du club de pom-pom girl.
Shinzô Takemitsu (武光振蔵)
Fils d'un acteur spécialisé dans les drames historiques, Shinzô a développé une passion pour les samouraïs ; il va jusqu'à s'exprimer et s'habiller comme eux. Il est cependant très fort en kendo et est le capitaine du club du lycée.
Reiko Yûki (結城澪呼)
Fille passionnée par l'occulte et le paranormal, Reiko a une apparence et une attitude assez effrayante (proche de Sadako Yamamura). Le rationalisme exacerbé de Switch fait qu'ils sont tous les deux à couteaux tirés.
Romane Saotome (早乙女浪漫)
Elle fait partie du club pour les mangas de filles, plus communément appelé Shojo. Romane est une fidèle du Sket. Elle surnomme Bossun, mon prince après l'avoir sauvé d'un camion qui fonçait sur elle. Elle est d'humeur joyeuse et est extrêmement gentille. Romane, bien que membre du club des mangas pour filles, ne sait pas dessiner, elle utilise un pouvoir spécial qui s'appelle "filtre Otome", cela lui permet de voir tout en mode Shojo. Elle a aussi forte tendance à briser le quatrième mur.
Professeur Chûma
Professeur de chimie du lycée, c'est aussi le responsable du Sket. Les mixtures qu'il concocte ont généralement des effets secondaires insolites.

## Manga
Le manga a été prépublié dans le magazine Weekly Shōnen Jump entre le 14 juillet 2007 et le 8 juillet 2013. Il est édité en version française par Kazé depuis janvier 2013.

## Anime

### Fiche technique
- Réalisation : Keiichiro Kawaguchi
- Character design : Manabu Nakatake
- Créateur original : Kenta Shinohara
- Studio d’animation : Tatsunoko Production
- Musique : Shuhei Naruse
- Licencié par :
  -  TV Tokyo
- Nombre d'épisodes :
  -  77 (terminée)
- Durée : 25 minutes
- Date de première diffusion :
  -  7 avril 2011 - 27 septembre 2012

### Doublage
| Personnages              | Voix japonaise   |
| ------------------------ | ---------------- |
| Yusuke "Bossun" Fujisaki | Hiroyuki Yoshino |
| Hime "Himeko" Onizuka    | Ryoko Shiraishi  |
| Usui "Switch" Kazuyoshi  | Tomokazu Sugita  |

## Réception
Le manga a gagné le prix Shōgakukan dans la catégorie Shōnen en 2010. En février 2012, le tirage total s'élevait à 10 000 000 d'exemplaires.

## Produits dérivés

### Publications
- Romans
Un roman en 2 parties nommé extra dance, écrit par Hirabayashi Sawako et illustré par Kenta Shinohara, est sorti au Japon :
Extra Dance 1 - Shinsetsu! Gakuen Nanafushigi,  (ISBN 978-4-08-703211-6), sorti le 4 novembre 2009[6] ;
Extra Dance 2 - Seitokai no Jikenbo - Cook Shell Jiken,  (ISBN 978-4-08-703225-3), sorti le 2 juillet 2010[7].

- Fanbook
Un Fanbook nommé Kaimei Gakuen Seito Techô est sorti le 2 septembre 2011 au Japon[8].

- Drama CD
Le premier Drama CD est sorti le 30 octobre 2009 au Japon[9].
Le deuxième Drama CD est sorti le 28 avril 2010 au Japon[10].

### Jeu vidéo
Bossun, Switch et Himeko apparaissent pour la première fois, dans le jeu vidéo J-Stars Victory Vs en tant que personnage de soutien sous le nom de SKET, sorti en Mars 2014 sur PlayStation 3 et PlayStation Vita.